# Opel 8M21
Der Opel 8M21 war ein PKW der oberen Mittelklasse, den die Adam Opel KG von Anfang 1921 bis Ende 1922 als einfacheres Modell des 9/25 PS baute.

## Geschichte und Technik
Gegen Ende der Bauzeit der 9/25 PS führte Opel eine vereinfachte Version dieses Fahrzeuges mit kleinerem Motor und einer geringeren Palette an Karosserieversionen ein.
Der Motor war ein seitengesteuerter Vierzylinder-Reihenmotor mit 2042 cm³ Hubraum, der 25 PS (18,4 kW) bei 1600/min. leistete. Die Motorleistung wurde über eine Lederkonuskupplung, ein manuelles Vierganggetriebe und eine Kardanwelle an die Hinterachse weitergeleitet.
Der Stahl-Längstägerrahmen hatte Hilfsrahmen zur Aufnahme der beiden Starrachsen, die an halbelliptischen Längsblattfedern aufgehängt waren. Die Betriebsbremse war als Bandbremse ausgeführt und wirkte auf die Getriebeausgangswelle.
Der 8M21 war als sechs- bis siebensitziger Torpedo oder viertürige Pullman-Limousine erhältlich.
Ende 1922 endete die Produktion des 8M21 zusammen mit der des normalen 9/25 PS. Als Nachfolger kann erst das ab 1928 gebaute Modell 8/40 PS angesehen werden.